# F-117
Lockheed F-117 Nighthawk („нощен ястреб“) е едноместен двумоторен щурмови самолет на въоръжение в САЩ. Първият му полет е през 1981 г., приет е на въоръжение през октомври 1983 г., а съществуването му е официално обявено през ноември 1988 г.
F-117 е първият самолет, конструиран и произведен по стелт технология. F-117A е широко използван по време на войната в Персийския залив през 1991 г., влиза в бойни действия и срещу бивша Югославия, където е единственото сваляне на този самолет на 27 март 1999 г. от ПВО батарея под командването на Золтан Дани. Въздушните сили пенсионират F-117 на 22 април 2008 г. главно поради появата на F-22 Raptor, а също така и поради предстоящото представяне на многоцелевия F-35, който тогава е в процес на разработка. Общо са построени 64 бомбардировача F-117, като 59 от тях са били действащи, а 5 са били демонстрационни или прототипи.

## Разработване
Формата на F-117 му позволява да отклонява радарните сигнали, а размерът му е като този на F-15. Самолетът се захранва от два двуконтурни турбореактивни двигателя тип General Electric F404 и е способен да се презарежда във въздуха. Сред недостатъците на самолета, породени от стелт технологията, са по-ниският тласък на двигателите, както и формата на крилата, и техният ъгъл от 50°. Всичко това е от полза за стелт технологията, но ограничава маневреността и максималната скорост на самолета, която е 993 km/h или 0,92 маха, тоест по-ниска от тази на звука. F-117A е оборудван със сложна навигационна система, която не включва радар. Вместо това самолетът се навигира чрез GPS и високоточна инерционна навигационна система. Също така има специална система за управление на оръжията. Тя прихваща топлината, излъчвана от целите, а след това лазер намира разстоянието до тях и ги следва, за да ги посочи на управляемите бомби.

## Бойно използване
През ранните години на програмата – от 1984 до средата на 1992 г., F-117 е тестван в Невада под контрола на 4450-а тактическа група. Понеже през това време самолетът е бил секретен, групата официално е летяла не на него, а на самолет А-7. През 1989 г. групата става част от 37-о тактическо бойно крило. През 1992 г. групата бива поставена под командването на 49-о бойно крило.
F-117 е бил използван няколко пъти в бойни действия. Първата му мисия е по време на американското нахлуване в Панама през 1989 г. По време на тази мисия два F-117A са пуснали две бомби на летището Рио Хато.
По време на войната в Персийския залив през 1991 г. F-117A е направил приблизително 1300 излитания и е осъществил около 1600 директни удара на важни цели в Ирак. За всичките си 6905 летателни часа F-117A пуска над 2000 тона умни бомби, които поразяват успешно над 80% от целите си. На F-117A са възложени над 31% процента от стратегическите цели в Ирак, атакувани по време на първите 24 часа от въздушната кампания.
Пилотите на F-117 наричат себе си „бандити (Bandits)“. Всички 558 пилота са имали своя „бандитски“ номер като например бандит 52. Това показва техния ред на летене, като първия е с номер бандит 1 и т.н.